# 榴槤少年
《榴槤少年》（日语：／ Dorian Shōnen）是日本女子偶像組合NMB48的第12張單曲作品，於2015年7月15日由laugh out loud! records發售。新單曲啟用了2013年時才加入NMB48的新人、一期選秀生須藤凜凜花擔任主打A面曲的center（中央成員），並且特別前往台灣拍攝搭配的MV。

## 概要
如同NMB48一貫以來都是以一單曲多版本方式發行的慣例，此張單曲也發行了Type-A、Type-B、Type-C三個在一般通路銷售的通常版（通常盤），與指定由角川書店專營網路銷售的關係企業chara-ani限量銷售的劇場版（劇場盤）等4種衍生版本。其中，三個通常版除了唱片CD外也附有一張收錄了歌曲MV與附錄影片的DVD，只有劇場版採純音樂CD的方式發行。
主打A面曲《榴槤少年》是一首以熱帶水果榴槤——其具有的獨特濃厚氣味對於喜歡的人而言是種芳香，但對於其他人而言卻常被認為是一種惡臭——來譬喻每個人對於欣賞的異性各有不同品味的歌曲。歌曲以女性觀點出發，敘述女主角想將自以為傲的男友介紹給朋友時，卻遭到友人不以為然的批評、周遭的人都無法理解自己品味的故事。擔任此曲center位置的須藤凜凜花向來就是以未來的志向是當個哲學家、想法特殊經常透過社群媒體發表一些獨特言論的風格為人所知，因此在接受媒體採訪時須藤表示新曲的內容非常契合自己的個性，並評論《榴槤少年》是一首帶有存在主義概念的歌曲。

## 宣傳
2015年6月6日，NMB48在福岡巨蛋舉行的AKB48第41張單曲選拔總選舉中首次獻唱單曲。6月9日，NMB48在NMB48劇場舉行的Team N公演中宣佈單曲發售日期訂於同年7月5日，並同步公開一期選秀生須藤凜凜花首度獲選擔任新曲的center與在台灣拍攝的舞蹈版MV，景取景點包括圓山大飯店、大龍峒保安宮、饒河街觀光夜市等，該版本在6月8日時的播放次數已經突破200萬次。6月17日，NMB48則在Team M公演中首次公開普通版音樂錄影帶。
2015年6月19日，NMB48在Team B2公演中首次公開《寫下心中的文字！》的音樂錄影帶，其中一部份跳舞動作由NMB48成員日下木之實編排，這是AKB48家族中首次有成員負責排舞，翌日則首次公開了《只屬於我的Secret time》和《生命的中心》的音樂錄影帶。6月22日，《再見了，踩到我腳後跟的人》的音樂錄影帶也首次公開。7月2日，一眾年輕成員為主的在NMB48劇場首次獻唱了《無所謂的人面具》。
7月3日，磯佳奈江、岸野里香、沖田彩華和川上禮奈等成員在日本環球影城舉行的活動中亦有獻唱單曲。單曲在朝日電視台節目《MUSIC STATION》和NHK綜合頻道節目《MUSIC JAPAN》均有宣傳。

## 反應
在Oricon公信榜，單曲以37.1萬銷量取得發行首週的週榜第1名，是繼早安少女組。、AKB48、SKE48和乃木坂46後第5個奪得10次單曲冠軍的女子組合。但在告示牌Japan Hot 100排行榜中，卻只取得第2名的最高單曲週榜成績，在7月27日的榜單中敗給μ's的《我們是合而為一的光芒/Future style》。

## 版本與收錄內容
如同前述，《榴槤少年》的單曲共有Type-A、Type-B、Type-C三個通常版與一個限量、特殊通路發行的劇場版。三個通常版除了唱片CD外也附有一張收錄了歌曲MV與附錄影片的DVD，只有劇場版採純音樂CD的方式發行。在單曲發行初期，所有版本的包裝中均附有用於參加歌迷票選活動「NMB48 Request Hour 2015」用的投票券。
在唱片封面的設計方面，所有版本的封面都有榴槤的影像入鏡，其中三個通常版的封面甚至讓榴槤戴上棒球帽擬人化站在成員身邊以呼應曲名中的「榴槤」與「少年」，劇場版的封面則是center須藤凜凜花與榴槤的合影。
在收錄歌曲方面，主打A面曲《榴槤少年》和主要B面曲《無所謂的人面具》（どうでもいい人仮面）收錄於所有版本，《榴槤少年》的MV則收錄於劇場版以外的所有版本。除了上述兩曲外，Type-A、Type-B與Type-C也各自收錄了一首由Team N、Team M、Team BII三個分隊分別演唱的隊曲及其對應的MV，另外在此三版本的DVD中，也各自收錄有一段主題不同的特典（特別附贈）影片。

### Type-A
Type-A是收錄了Team N隊曲《生命的中心》的版本。在隨附發行的DVD中除了主打曲與Team N隊曲的MV外，還收錄了附贈的影片「NMB48 feat.吉本新喜劇 Vol.12」。
在封面設計上，Type-A採用了此次的center須藤凜凜花與山本彩的合照，照片中還可見到側揹著書包站在須藤身邊的擬人化榴槤。至於封裡則是Team N共16名成員的合照。
Type A詳細的收錄內容如下：
| CD       | CD                                     | CD       | CD       | CD    |
| 曲序     | 曲目                                   | 作曲     | 編曲     | 时长  |
| -------- | -------------------------------------- | -------- | -------- | ----- |
| 1.       | 《榴槤少年》                           | 藤本貴則 | 武藤星兒 | 4:25  |
| 2.       | 《無所謂的人面具》                     | Bagubea  | 若田部誠 | 4:13  |
| 3.       | 《生命的中心》（Team N）               | 梅口敦史 | Araken   | 3:49  |
| 4.       | 《榴槤少年》純配樂版（off vocal ver.） |          |          |       |
| 5.       | 《無所謂的人面具》純配樂版             |          |          |       |
| 6.       | 《生命的中心》純配樂版                 |          |          |       |
| 总时长： | 总时长：                               | 总时长： | 总时长： | 24:55 |

| DVD  | DVD                                      | DVD      |
| 曲序 | 曲目                                     | 導演     |
| ---- | ---------------------------------------- | -------- |
| 1.   | 《榴槤少年》MV                           | 三木孝浩 |
| 2.   | 《榴槤少年》舞蹈版MV                     | 三木孝浩 |
| 3.   | 《生命的中心》MV                         | 須永秀明 |
| 4.   | 特典影片「NMB48 feat.吉本新喜劇 Vol.12」 |          |

### Type-B
Type-B是收錄了Team M隊曲《只屬於我的Secret time》（僕だけのSecret time）的版本。在隨附發行的DVD中除了主打曲與Team M隊曲的MV外，還收錄了附贈的特典影片「『有事件！山田菜菜24小時』總集篇」（「ジケンだぜっ!山田菜々24時」総集編），「有事件！山田菜菜24小時」是為了已在2015年8月畢業離開NMB48的前成員山田菜菜而特別在吉本興業所經營的網路影片下載服務頻道吉本笑梗網（Yoshimoto Neta Network, YNN）上播出的24小時帶狀特別節目，此處則為該節目的精華剪輯版。
在封面設計上，Type-B採用的是選拔成員之一的白間美瑠與矢倉楓子的合照，而擬人化的榴槤則是拄著滑板站在白間身旁。至於封裡的設計，則是18名Team M成員的合照。
Type B詳細的收錄內容如下：
| CD       | CD                                  | CD        | CD        | CD    |
| 曲序     | 曲目                                | 作曲      | 編曲      | 时长  |
| -------- | ----------------------------------- | --------- | --------- | ----- |
| 1.       | 《榴槤少年》                        | 藤本貴則  | 武藤星兒  | 4:25  |
| 2.       | 《無所謂的人面具》                  | Bagubea   | 若田部誠  | 4:13  |
| 3.       | 《只屬於我的Secret time》（Team M） | Carlos K. | Carlos K. | 3:44  |
| 4.       | 《榴槤少年》純配樂版                |           |           |       |
| 5.       | 《無所謂的人面具》純配樂版          |           |           |       |
| 6.       | 《只屬於我的Secret time》純配樂版   |           |           |       |
| 总时长： | 总时长：                            | 总时长：  | 总时长：  | 24:43 |

| DVD  | DVD                                          | DVD        |
| 曲序 | 曲目                                         | 導演       |
| ---- | -------------------------------------------- | ---------- |
| 1.   | 《榴槤少年》MV                               | 三木孝浩   |
| 2.   | 《榴槤少年》舞蹈版MV                         | 三木孝浩   |
| 3.   | 《只屬於我的Secret time》MV                  | 大久保拓朗 |
| 4.   | 特典影片「『有事件！山田菜菜24小時』總集篇」 |            |

### Type-C
Type-C是收錄了Team BII隊曲《寫下心中的文字！》（心の文字を書け!）的版本。然而較為特別的是，此版本的DVD除了收錄主打單曲《榴槤少年》與Team BII隊曲《寫下心中的文字！》的MV之外，還額外包含了實際上是收錄在劇場版中、由臨時小分隊「難波鐵砲隊其之七」所演唱的B面曲《再見，踩到我後腳跟的人》（サヨナラ、踵を踏む人） 之MV，成為少見的收錄曲與MV不是放在同一版本中發行的情況。
除了幾首新曲的MV外，在此版本的DVD中還收錄了特典影片「在台灣試吃了榴槤」（台湾でドリアンを食べてみた），紀錄了單曲選拔組成員們首次與榴槤接觸，並由梅田彩佳、日下木之實、市川美織、門脇佳奈子、小谷里步與須藤凜凜花等人實際試吃榴槤的過程。
在封面設計上，Type-C採用的是入選選拔的幾名Team BII成員澀谷凪咲、藪下柊與渡邊美優紀的照片，以及戴著眼鏡站在渡邊身旁的擬人化榴槤。至於封裡的設計，則是17名Team BII成員的合照。
Type C詳細的收錄內容如下：
| CD       | CD                               | CD              | CD       | CD    |
| 曲序     | 曲目                             | 作曲            | 編曲     | 时长  |
| -------- | -------------------------------- | --------------- | -------- | ----- |
| 1.       | 《榴槤少年》                     | 藤本貴則        | 武藤星兒 | 4:25  |
| 2.       | 《無所謂的人面具》               | Bagubea         | 若田部誠 | 4:13  |
| 3.       | 《寫下心中的文字！》（Team BII） | Narimoto_Tomomi | 佐佐木裕 | 4:13  |
| 4.       | 《榴槤少年》純配樂版             |                 |          |       |
| 5.       | 《無所謂的人面具》純配樂版       |                 |          |       |
| 6.       | 《寫下心中的文字！》純配樂版     |                 |          |       |
| 总时长： | 总时长：                         | 总时长：        | 总时长： | 25:43 |

| DVD  | DVD                                  | DVD      |
| 曲序 | 曲目                                 | 導演     |
| ---- | ------------------------------------ | -------- |
| 1.   | 《榴槤少年》MV                       | 三木孝浩 |
| 2.   | 《榴槤少年》舞蹈版MV                 | 三木孝浩 |
| 3.   | 《寫下心中的文字！》MV               | Sumisu   |
| 4.   | 特典影片《再見，踩到我後腳跟的人》MV | Sumisu   |
| 5.   | 特典映像「在台灣試吃了榴槤」         |          |

### 劇場版
劇場版是四個發行版本中唯一未附DVD的版本。此版本主要收錄的B面曲是臨時小分隊「難波鐵砲隊其之七」所演唱的《再見，踩到我後腳跟的人》（サヨナラ、踵を踏む人）。比較特殊的是有別於NMB48過去的劇場版單獨收錄B面曲，通常都只有歌曲而無對應的MV，此曲是少見有拍攝MV的劇場版收錄曲。但因劇場版本身並未附贈DVD，因此此曲的MV是收錄在Type-C的隨附DVD中，成為少見收錄歌曲與對應MV不是放在同一版本中發行的情況。
在封面設計方面，此版本的封面是單曲center須藤凜凜花與（非擬人化）榴槤的合照，而封裡則是20名單曲選拔組成員的合照。
| CD   | CD                                         | CD       | CD       | CD   |
| 曲序 | 曲目                                       | 作曲     | 編曲     | 时长 |
| ---- | ------------------------------------------ | -------- | -------- | ---- |
| 1.   | 榴槤少年                                   | 藤本貴則 | 武藤星兒 | 4:25 |
| 2.   | 無所謂的人面具                             | Bagubea  | 若田部誠 | 4:13 |
| 3.   | 再見，踩到我後腳跟的人（難波鐵砲隊其之七） | 野井洋兒 | 野井洋兒 | 4:15 |
| 4.   | 榴槤少年 off vocal ver.                    |          |          |      |
| 5.   | 無所謂的人面具 off vocal ver.              |          |          |      |
| 6.   | 再見，踩到我後腳跟的人 off vocal ver.      |          |          |      |

## 歌曲與演唱成員
以下所提及的成員所屬分隊都是以單曲唱片發行的時間點為準。

### 榴槤少年
（中心成員：須藤凜凜花）
- Team N：太田夢莉、加藤夕夏、小谷里步、上西惠、城惠理子、須藤凜凜花、山本彩和吉田朱里
- Team M：白間美瑠、谷川愛梨、藤江麗奈、村瀨紗英和矢倉楓子
- Team BII：市川美織、梅田彩佳、門脇佳奈子、日下木之實、澀谷凪咲、藪下柊和渡邊美優紀

### 無所謂的人面具
（中心成員：太田夢莉）
- Team N：明石奈津子、太田夢莉和西村愛華
- Team M：植村梓、久代梨奈
- Team BII：植田碧麗、川上千尋、內木志和林萌萌香

### 生命的中心
（中心成員：山本彩）
- Team N：明石奈津子、石田優美、太田夢莉、加藤夕夏、岸野里香、古賀成美、小谷里步、城惠理子、上西惠、須藤凛凜花、西澤瑠莉奈、西村愛華、山尾梨奈、山口夕輝、山本彩和吉田朱里

### 只屬於我的Secret time
（中心成員：白間美瑠和矢倉楓子）
- Team M：東由樹、石塚朱莉、植村梓、鵜野瑞希 、沖田彩華、川上禮奈、久代梨奈、近藤里奈、白間美瑠、武井紗良、谷川愛梨、中野麗来、藤江麗來、松村芽久未、三田麻央、村瀨紗英、森田彩花和矢倉楓子

### 寫下心中的文字！
（中心成員：渡邊美優紀）
- Team BII：井尻晏菜、磯佳奈江、市川美織、植田碧麗、梅田彩佳、大段舞依、門脇佳奈子、川上千尋、木下春奈、日下木之實、黑川葉月、澀谷凪咲、內木志、林萌萌香、松岡知穗、藪下柊、渡邊美優紀

### 再見，踩到我後腳跟的人
（中心成員：磯佳奈江）
- Team N：明石奈津子、山尾梨奈
- Team M：植村梓、中野麗來
- Team BII：磯佳奈江、川上千尋和內木志